# Семенцов, Павел Алексеевич
Семенцов Павел Алексеевич
(род. 14 апреля 1995, Киев)— украинский композитор, аранжировщик и автор песен.
Лауреат популярных музыкальных фестивалей «Песня года» и «Шансон года», Композитор года 2020 по версии премии Celebrity Awards на Украине , член Российского Авторского Общества.

## Творчество
Композитор и автор песен для таких Артистов как: София Ротару, Валерий Леонтьев, Николай Басков, Стас Михайлов, Александр Буйнов, Александр Панайотов, Алена Ланская, Виктор Королев,
Авраам Руссо, Артур Руденко, Анжелика Пушнова, Ярослава, Лора Суперфин, Маша Гончарук (экс. гр. Фабрика), Елена Беркова и других.

## Премии и награды
- 2014 — лауреат премии «Песня года» за песню Валерия Леонтьева «Уполномочена небом». Автор текста — Дианна Гольдэ
- 2017 — лауреат премии «Песня года» за песню Александра Буйнова «Ранняя Зима». Автор текста — Михаил Гуцериев
- 2018 — лауреат премии «Шансон года» за песню Александра Буйнова «Ранняя Зима». Автор текста — Михаил Гуцериев
- 2019 — лауреат премии «Шансон года» за песню Виктора Королева «На Крыльях счастья». Автор текста — Петр Кузнецов
- 2020 — лауреат премии «Шансон года» за песню Виктора Королева «Звезды на Ладони». Автор текста — Сергей Мельник
- 2020 — премия Celebrity Awards Ukraine. Титул «Композитор года».[1]

## Популярные песни на музыку Павла Семенцова
| Название песни     | Исполнитель                      | Автор слов                         | Примечание                                             |
| ------------------ | -------------------------------- | ---------------------------------- | ------------------------------------------------------ |
| Уполномочена небом | Валерий Леонтьев                 | Дианна Гольдэ                      | Песня года 2014, Альбом "Любовь-Капкан"                |
| Ранняя Зима        | Александр Буйнов                 | Михаил Гуцериев                    | Песня года 2017, Шансон года 2018, Альбом "Сто недель" |
| Влюбленная Душа    | София Ротару                     | Дианна Гольдэ                      |                                                        |
| Небо Мое           | Алена Ланская                    | Павел Семенцов, Сергей Мельник     |                                                        |
| Мой Человек        | Алена Ланская                    | Лариса Архипенко                   | Специальный номер премии "Шансон года 2023"            |
| Жаркое лето        | Алена Ланская                    | Павел Семенцов, Сергей Барановский |                                                        |
| Новогодний вечер   | Алена Ланская                    | Павел Семенцов                     |                                                        |
| Не предавай меня   | Николай Басков                   | Дианна Гольдэ                      |                                                        |
| На Крыльях Счастья | Виктор Королев                   | Петр Кузнецов                      | Шансон года 2019                                       |
| Звезды на Ладони   | Виктор Королев                   | Сергей Мельник                     | Шансон года 2020                                       |
| Золотая ночь       | Виктор Королев                   | Александр Воевуцкий                |                                                        |
| Математика         | Виктор Королев                   | Дианна Гольдэ                      |                                                        |
| Разрешаю любить    | Анжелика Пушнова                 | Александр Воевуцкий                | Альбом "Звуки прошлого"                                |
| Полнолуние         | Игорь Мизрах                     | Дианна Гольдэ                      |                                                        |
| Заложница          | Лора Суперфин                    | Павел Семенцов                     |                                                        |
| Ты со мной         | Маша Гончарук (экс. гр. Фабрика) | Ирина Секачева                     |                                                        |
| Ты есть            | Мила Рогоза                      | Мила Рогоза                        | Альбом "Девушка в маске"                               |
| Ангелом Стану      | Сергей Зверев & Мила Рогоза      | Павел Семенцов                     |                                                        |
| Герой              | Ярослава                         | Александр Воевуцкий                |                                                        |